# Mesoleptus bipartitus
Mesoleptus bipartitus là một loài tò vò trong họ Ichneumonidae.